# Ryszard Wilczyński (generał)
Ryszard Wilczyński (ur. 21 września 1930 w Łodzi, zm. 28 maja 2005 tamże) – generał brygady Wojska Polskiego.

## Życiorys
W latach 1949–1951 podchorąży Oficerskiej Szkoły Wojsk Pancernych w Poznaniu, po której ukończeniu został promowany na stopień podporucznika w korpusie oficerów wojsk pancernych. Po promocji został dowódcą plutonu szkolnego, a od 1953 dowódcą kompanii 40 pułku zmechanizowanego 11 Dywizji Zmechanizowanej w Żaganiu. W latach 1954–1955 był szefem sztabu batalionu w 17 pułku artylerii pancernej w Żaganiu, a w latach 1955–1957 dowódcą kompanii szkolnej 8 pułku czołgów średnich w Żaganiu. W 1958 ukończył kurs specjalistyczny i Kurs Doskonalania Oficerów w Oficerskiej Szkoły Wojsk Pancernych. Po ukończeniu kursu powrócił na stanowisko dowódcy kompanii w 8 pułku czołgów. W latach 1960–1963 studiował w Akademii Sztabu Generalnego WP w Warszawie, którą ukończył jako prymus w lipcu 1963. Po ukończeniu akademii został szefem sztabu − zastępca dowódcy 13 pułku czołgów średnich w Opolu (1963–1965), od 1965 był dowódcą 29 pułku czołgów średnich w Żaganiu. W latach 1968–1969 był zastępcą dowódcy 11 Drezdeńskiej Dywizji Pancernej ds. liniowych, a w latach 1969–1971 studiował w Wojskowej Akademii Sztabu Generalnego Sił Zbrojnych ZSRR im. K. Woroszyłowa w Moskwie. Po ukończeniu studiów został szefem sztabu − zastępcą dowódcy, a od 1972 dowódcą 10 Sudeckiej Dywizji Pancernej w Opolu. W 1978 ukończył Kurs Operacyjno-Strategiczny w Wojskowej Akademii Sztabu Generalnego Sił Zbrojnych ZSRR  im. K. Woroszyłowa w Moskwie i został wyznaczony na zastępcę dowódcy Śląskiego Okręgu Wojskowego we Wrocławiu ds. liniowych. Na mocy uchwały Rady Państwa PRL z 5 października 1978 został awansowany do stopnia generała brygady. Nominację wręczył mu 11 października 1978 w Belwederze przewodniczący Rady Państwa PRL prof. Henryk Jabłoński. W latach 1984–1988 był szefem Zarządu Szkolenia Bojowego i zastępcą szefa Głównego Zarządu Szkolenia Bojowego (gen. broni Wojciecha Barańskiego) w Warszawie. W latach 1988–1993 szef Wojewódzkiego Sztabu Wojskowego w Łodzi i dowódca garnizonu Łódź. 25 lutego 1993 pożegnany przez ministra obrony Janusza Onyszkiewicza i przeniesiony w stan spoczynku z dniem 14 stycznia 1993 w związku z osiągnięciem ustawowej granicy wieku.
Mieszkał w Łodzi. Pochowany w części wojskowej cmentarza Doły w Łodzi.

## Odznaczenia
W trakcie ponad 40-letniej zawodowej służby wojskowej otrzymał m.in. następujące odznaczenia:
- Krzyż Komandorski Orderu Odrodzenia Polski (1981)
- Krzyż Oficerski Orderu Odrodzenia Polski (1974)
- Krzyż Kawalerski Orderu Odrodzenia Polski (1968)
- Złoty Krzyż Zasługi (1957)
- Medal 30-lecia Polski Ludowej (1974)
- Medal 40-lecia Polski Ludowej (1984)
- Złoty Medal „Siły Zbrojne w Służbie Ojczyzny” (1971)
- Srebrny Medal „Siły Zbrojne w Służbie Ojczyzny” (1964)
- Brązowy Medal „Siły Zbrojne w Służbie Ojczyzny” (1956)
- Złoty Medal „Za zasługi dla obronności kraju” (1974)
- Srebrny medal „Za Zasługi dla Obronności Kraju” (1968)
- Brązowy medal „Za Zasługi dla Obronności Kraju” (1966)
- Złota Odznaka „Za zasługi w ochronie porządku publicznego” (1983)
- Srebrna Odznaka „Za Zasługi w Ochronie Porządku Publicznego” (1979)
- Brązowa Odznaka „Za Zasługi w Ochronie Porządku Publicznego” (1974)
- Złota odznaka „Za zasługi w zwalczaniu powodzi” (1979)
- Srebrna Odznaka „Za Zasługi dla Obrony Cywilnej” (1983)
- Złota odznaka „Zasłużony Działacz Kultury Fizycznej” (1981)
- Odznaka honorowa Polskiego Czerwonego Krzyża III stopnia (1975)
- Odznaka Zasłużony dla Śląskiego Okręgu Wojskowego (1974)
- Odznaka 1000-lecia Państwa Polskiego (1967)
- Kombatancki Krzyż Zasługi Stowarzyszenia Polskich Kombatantów SPK w Kraju (1991)
- Honorowa Odznaka Miasta Łodzi (1989)
- Odznaka honorowa „Za zasługi dla województwa gorzowskiego” (1983)
- Odznaka honorowa „Za zasługi w rozwoju województwa zielonogórskiego” (1983)
- Odznaka honorowa „Za zasługi w rozwoju województwa poznańskiego” (1982)
- Złoty Medal Pamiątkowy Wojskowej Akademii Medycznej (1992)
- Medal pamiątkowy za szczególne zasługi w realizacji zadań na rzecz rozwoju województwa wrocławskiego i miasta Wrocławia (1981)
- Medal pamiątkowy za zasługi dla Towarzystwa Przyjaciół Pabianic (1988)
- Jubileuszowy medal pamiątkowy Wojskowej Akademii Medycznej im. gen. dyw. Bolesława Szareckiego (1988)
- Medal pamiątkowy Wyższej Szkoły Oficerskiej Wojsk Pancernych im. Stefana Czarnieckiego
- Medal pamiątkowy w uznaniu zasług dla rozwoju Centralnego Ośrodka Badawczo – Rozwojowego Technicznych Wyrobów Włókienniczych w Łodzi (1988)
- Medal „Za zasługi dla 1 Warszawskiej Dywizji Zmechanizowanej im. Tadeusza Kościuszki”
- Pamiątkowa Odznaka 10 Sudeckiej Dywizji Zmechanizowanej (1994)
- Ryngraf Ministerstwa Obrony Narodowej (1993)
- Medal jubileuszowy „60 lat Sił Zbrojnych ZSRR” (1978, Związek Radziecki)
- Medal jubileuszowy „70 lat Sił Zbrojnych ZSRR” (1988, Związek Radziecki)
- Medal „30 lat Narodowej Armii Ludowej” (Bułgaria, 1974)
- Medal Za Umacnianie Przyjaźni Sił Zbrojnych II stopnia (Czechosłowacja, 1972)